# Rafales (film)
 (juin 2019).
Pour plus de détails, voir Fiche technique et Distribution.
Rafales est un film québécois réalisé par André Mélançon, sorti en 1990.

## Synopsis
La veille de Noël à Montréal, au cœur d'une violente tempête de neige, une voiture glisse discrètement dans le stationnement d'un centre commercial. À son bord, trois hommes armés et tendus. Normand et Pouliot sortent du véhicule et se dirigent vers un grand magasin, laissant Gérard au volant. Leur objectif est presque atteint, mais soudain, Pouliot se ravise et rebrousse chemin. Furieux, Normand décide de continuer seul, mais Gérard l'oblige à accepter son aide. Un hold-up s'ensuit. Des coups de feu retentissent. Sur un escalier roulant, un Père Noël s'effondre, les mains agrippées à son ventre. Gérard et Normand bousculent la foule et prennent la fuite. Normand est rapidement arrêté par la police, mais Gérard parvient à s'échapper avec l'argent. Il cherche refuge chez Pouliot et sa fille, puis chez l'amie de Normand. Alors qu'il court à travers la tempête, Gérard ignore qu'il est suivi. Louis-Philippe Trépanier, un chroniqueur radio qui se trouvait dans le centre commercial, ne l'a pas quitté des yeux. Il ne cherche pas à le faire arrêter, bien au contraire, il lui propose son aide. Tour à tour chasseurs et proies, les deux hommes s'affrontent, se poursuivent et s'observent dans un duel captivant.

## Fiche technique
- Titre original : Rafales
- Pays d'origine : Canada
- Production : ASKA FILM
- Réalisateur : André Mélançon
- Scénaristes : Denis Bouchard, Marcel Leboeuf, André Mélançon
- Collaboration au scénario : Jacques Duchesneau
- Musique : Osvaldo Montes
- Genre : Drame
- Durée : 88 minutes
- Dates de sortie : 1990 (Canada)

## Distribution
- Micheline Bernard : La secrétaire de l'avocat
- Claude Blanchard : Armand Pouliot
- Denis Bouchard : Louis-Philippe Trépanier
- Sylvie Ferlatte : Nicole
- Pipo Gagnon : Michel Bessette
- Rémy Girard : Pierre Champagne
- Marcel Leboeuf : Gérard Crépeau
- Raymond Legault : Paul Lussier
- Pierre McNicoll : Le commandant
- Monique Spaziani : Johanne Pouliot
- Guy Thauvette : Normand Crépeau
- Serge Thériault : Claude Langelier
- Kim Yaroshevskaya : La dame russe